# Telltale Games
Telltale Games var en datorspelsutvecklare grundad i juni 2004 av avhoppade LucasArts-anställda som bland annat arbetat med uppföljare till Sam & Max Hit the Road, som Sam & Max: Save the World och Sam & Max: Beyond Time and Space, samt den femte delen av Monkey Island-serien, Tales of Monkey Island. Telltale Games försattes den 14 november 2018 i konkurs. LCG som förvärvade mycket av Telltales Games immaterialrätt använder sedan 2019 namnet Telltale Games i marknadsföring.

## Uppgång och fall
Efter medioker framgång med spel som Tales of Monkey Island och Jurassic Park the Game var företaget i en svår ekonomsik situation och behövde få ut ett nytt spel skyndsamt. Som ett resultat av detta skapades spelet The Walking Dead. Spelet blev en stor succé som hyllades av fans för sin berättarteknik och spelarens möjlighet att göra val som påverkade handlingen. Inom kort hade spelet fått över 80 stycken årets spel nomineringar och sålt i 28 miljoner exemplar. Succén medförde att företaget började producera liknande spel så som The Wolf Among Us som också blev en stor succé av samma anledning. Företaget började standardisera berättarformatet och släppte spel som Game of Thrones och Minecraft: Storymode. Men det standardiserade formatet gjorde att fans blev besvikna, vilket ledde till minskad försäljning och i förlängningen företagets undergång.

## Spel utvecklade av Telltale Games (2004–2018)
| Spel                                         | Releasedatum | Antal episoder | Plattformar |
| -------------------------------------------- | --- | --- | --- |
| Telltale Texas Hold'em                       | 11 februari 2005 | 1 (självständig titel) | Windows |
| Bone: Out from Boneville                     | 15 september 2005 | 1 (självständig titel) E | Windows |
| CSI: 3 Dimensions of Murder                  | 21 mars 2006 | 5 episoder (självständig titel) | Windows, Playstation 2                                                                                           |
| Bone: The Great Cow Race                     | 12 april 2006 | 1 (självständig titel) E | Windows |
| Sam & Max: Save the World                    | 17 oktober 2006 - 26 april 2007                                                                                                  | 6 episoder (per månad) | Windows, Xbox Live Arcade, Wii                                                                                   |
| CSI: Hard Evidence                           | 25 september 2007 | 5 episoder (självständig titel) | Windows, OS X, Wii, Xbox 360                                                                                     |
| Sam & Max: Beyond Time and Space             | 8 november 2007 - 10 april 2008                                                                                                  | 5 episoder (per månad) | Windows, Xbox Live Arcade, Wii, OS X, Playstation Network, iOS                                                   |
| Strong Bad's Cool Game for Attractive People | 11 augusti 2008 - 15 december 2008                                                                                               | 5 episoder (per månad) | Windows, WiiWare, Playstation Network, OS X                                                                      |
| Wallace & Gromit's Grand Adventures          | 24 mars 2009 - 30 juli 2009 | 4 episoder (per månad) | Windows, Xbox Live Arcade, iOS                                                                                   |
| Tales of Monkey Island                       | 7 juli 2009 - 8 december 2009 | 5 episoder (per månad) | Windows, WiiWare, OS X, Playstation Network, iOS                                                                 |
| CSI: Deadly Intent                           | 20 oktober 2009 | 5 episoder (självständig titel) | Windows, Xbox 360, Wii                                                                                           |
| Sam & Max: The Devil's Playhouse             | 15 april 2010 - 30 augusti 2010                                                                                                  | 5 episoder (per månad) | Windows, OS X, Playstation Network, iOS                                                                          |
| Nelson Tethers: Puzzle Agent                 | 30 juni 2010 | 1 (självständig titel) E P | Windows, OS X, Playstation Network, iOS                                                                          |
| CSI: Fatal Conspiracy                        | 26 oktober 2010 | 5 episoder (självständig titel) | Windows, Playstation 3, Xbox 360, Wii                                                                            |
| Poker Night at the Inventory                 | 22 november 2010 | 1 (självständig titel) E P | Windows, OS X |
| Back to the Future: The Game                 | 22 december 2010 - 23 juni 2011                                                                                                  | 5 episoder (per månad) | Windows, OS X, Playstation 3, iOS, Wii                                                                           |
| Puzzle Agent 2                               | 30 juni 2011 | 1 (självständig titel) E P | Windows, OS X, Playstation Network, iOS                                                                          |
| Jurassic Park: The Game                      | 15 november 2011 15 november 2011 - 24 maj 2012                                                                                  | 4 episoder (självständig titel) 4 episoder (varannan månad) (iOS) | Windows, OS X, iOS, Playstation Network, Xbox 360                                                                |
| Law & Order: Legacies                        | 22 december 2011 - 29 mars 2012                                                                                                  | 7 episoder (varannan vecka) | iOS, Windows, OS X                                                                                               |
| The Walking Dead                             | 24 april 2012 - 20 november 2012                                                                                                 | 5 episoder (varannan månad) | Nintendo Switch, Windows, OS X, Playstation 3, Xbox 360, iOS, Playstation Vita, Ouya                             |
| Poker Night 2                                | 24 april 2013 | 1 (självständig titel) E P | Windows, OS X, Playstation Network, Xbox Live Arcade, iOS                                                        |
| The Wolf Among Us                            | 11 oktober 2013 - 8 juli 2014 | 5 episoder (varannan månad) | Windows, OS X, Playstation 3, Xbox 360                                                                           |
| The Walking Dead: Season Two                 | 17 december 2013 - 26 augusti 2014                                                                                               | 5 episoder (varannan månad) | Nintendo Switch, Android, iOS, Windows, OS X, Xbox 360, Xbox One, Playstation 3, Playstation 4, Playstation Vita |
| Tales from the Borderlands                   | 25 november 2014 - 20 oktober 2015                                                                                               | 5 episoder | Android, iOS, Windows, OS X, Playstation 3, Playstation 4, Playstation Vita, Xbox 360, Xbox One                  |
| Game of Thrones                              | 2 december 2014 - 17 november 2015                                                                                               | 6 episoder (varannan månad) | Android, iOS, Windows, OS X, Playstation 3, Playstation 4, Xbox 360, Xbox one                                    |
| Minecraft: Story Mode                        | 13 oktober 2015 - 29 mars 2016                                                                                                   | 5 episoder (varje kvartal) | Android, iOS, Windows, OS X, Playstation 3, Playstation 4, Playstation Vita, Wii U, Xbox 360, Xbox One           |
| The Walking Dead: Michonne                   | 23 februari 2016 - 23 april 2016                                                                                                 | 3 episoder (varje månad) | Android, iOS, Windows, OS X, Playstation 3, Playstation 4, Xbox 360, Xbox One                                    |
| Batman: The Telltale Series                  | 2 augusti 2016 - 13 december 2016                                                                                                | 5 episoder | Android, iOS, Nintendo Switch, PlayStation 3, PlayStation 4, Microsoft Windows, Xbox 360, Xbox One               |
| The Walking Dead: A New Frontier             | 20 december 2016 - 30 maj 2017                                                                                                   | 5 episoder | Android, iOS, Windows, Playstation 4, Xbox One, Nintendo Switch                                                  |
| Guardians of the Galaxy: The Telltale Series | 18 april 2017 — 7 november 2017                                                                                                  | 5 episoder | Android, iOS, macOS, Nintendo Switch, PlayStation 4, Microsoft Windows, Xbox One                                 |
| Minecraft: Story Mode – Season Two           | 11 juli 2017 — 19 december 2017                                                                                                  | 5 episoder | Android, iOS, macOS, Nintendo Switch, PlayStation 4, Microsoft Windows, Xbox 360, Xbox One                       |
| Batman: The Enemy Within                     | 8 augusti 2017 — 27 mars 2018 | 5 episoder | Android, iOS, Nintendo Switch, PlayStation 4, Microsoft Windows, Xbox One                                        |
| The Walking Dead Collection                  | 5 december 2017 | 19 episoder (alla episoder från tidigare The Walking Dead-spel) | PlayStation 4, Xbox One, Microsoft Windows                                                                       |
| The Walking Dead: The Final Season           | 14 augusti 2018 — 25 september 2018 15 januari 2019 — 26 mars 2019 (Skybound Games)                                              | 4 episoder (de två första episoderna utvecklades helt av Telltale Games. Skybound Games tog över slutförandet av de sista två episoderna från Telltale Games i oktober 2018. | Nintendo Switch, PlayStation 4, Microsoft Windows, Xbox One                                                      |
| The Wolf Among Us 2                          | Inställt under Telltale Games 2018, återupptaget under LCG 2019 (som sedan 2019 använder namnet Telltale Games i marknadsföring) | N/A | N/A |

E. ^  Episoder inom en säsong som gavs ut som fristående titlar
P. ^  Pilotepisod
Övriga spel utgivna av Telltale Games (2004–2018)
| Titel                    | Utvecklare          | Releasedatum                    | Antal episoder         | Plattformar                                       |
| ------------------------ | ------------------- | ------------------------------- | ---------------------- | ------------------------------------------------- |
| Hector: Badge of Carnage | Straandlooper D     | 2 juni 2010 — 22 september 2011 | 3 episoder             | iOS, macOS, Microsoft Windows                     |
| The Jackbox Party Pack   | Jackbox Games       | 3 november 2015                 | 1 (självständig titel) | PlayStation 3, PlayStation 4, Xbox 360, Xbox One  |
| 7 Days to Die            | The Fun Pimps       | 28 juni 2016                    | 1 (självständig titel) | PlayStation 4, Xbox One, MacOS, Microsoft Windows |
| Mr. Robot                | Night School Studio | 16 augusti 2016                 | 1 (självständig titel) | Android, iOS                                      |
| RGX: Showdown            | Shortround Games    | 18 september 2018               | 1 (självständig titel) | PlayStation 4, Xbox One                           |

D. ^  (Utvecklad av Straandlooper, konverterad till Telltale Tool och gavs ut av Telltale)